# Kompleks Amazonki
Kompleks Amazonki – postawa kobiety wynikająca ze specyficznej struktury rodzinnej. Polega na identyfikowaniu się z dominującą w rodzinie matką, a wobec ojca odczuwaniu lekceważenia.
Mitycznym prawzorem są Amazonki – legendarna społeczność kobiet z Kaukazu lub Tracji. Były niezwykle waleczne i nie znosiły mężczyzn, którzy jedynie raz w roku mogli je odwiedzać, aby począć z nimi dzieci; jeśli jednak Amazonka urodziła chłopca, dziecko w pewnym wieku musiało opuścić wspólnotę kobiet.